# كورت يورغنسن
كورت يورغنسن هو لاعب كرة قدم دنماركي، ولد في 1 أكتوبر 1959 في كولومبيا البريطانية في كندا. لعب مع نادي نايستفيد.